# 奇麗灣珍奶文化館

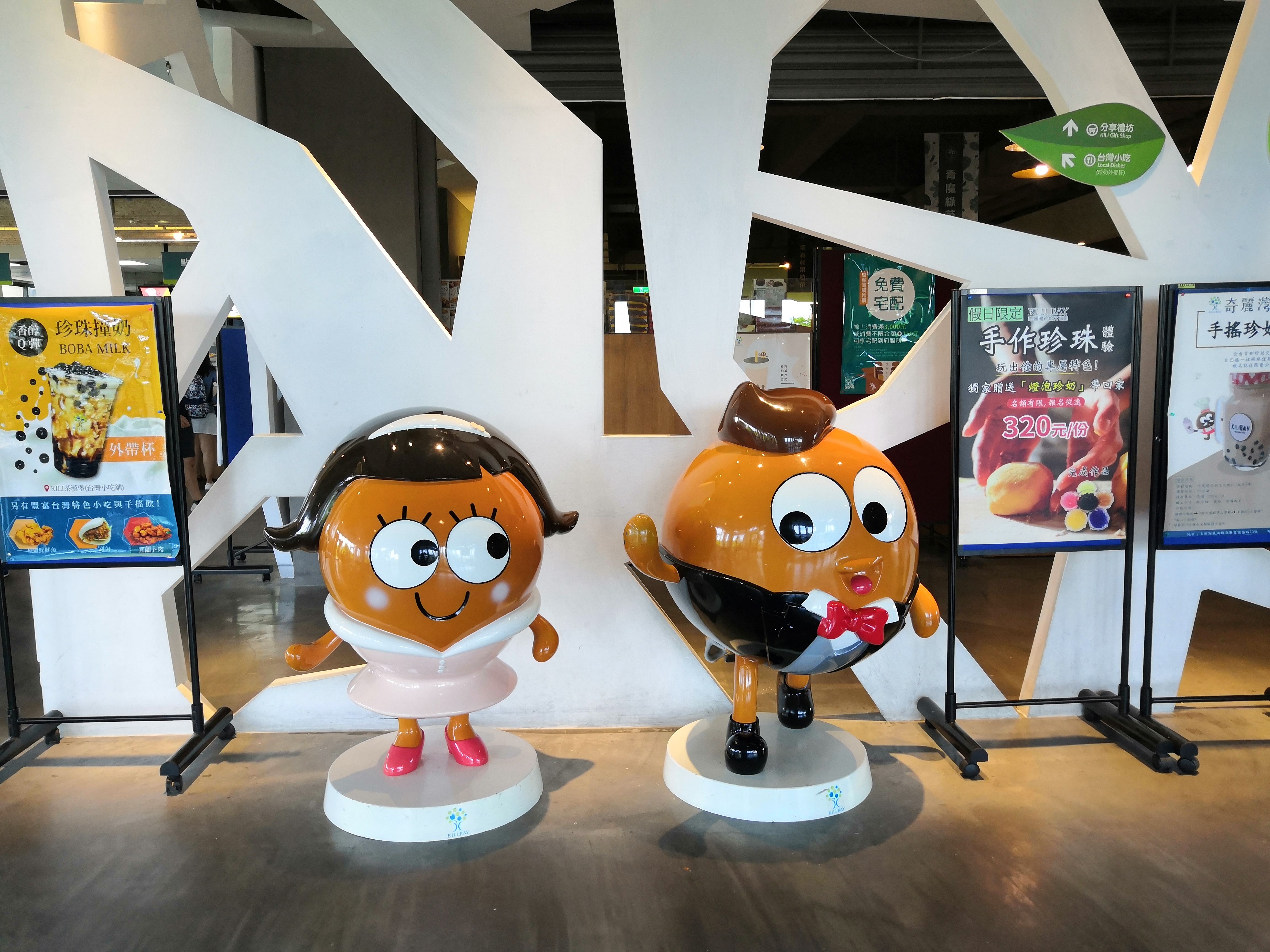
奇麗灣珍奶文化館內部

奇麗灣珍奶文化館位於臺灣宜蘭縣蘇澳鎮，是一間以台灣珍珠奶茶為主題的觀光工廠兼博物館。建築為一棟2層樓綠建築，館內除介紹台灣珍珠奶茶文化外，尚有DIY體驗活動、餐廳、販賣部等設施。

## 外部連結
- 官方網站 （页面存档备份，存于）
- 官方Facebook專頁